# Jean Tamini
Jean Tamini   (Monthey, 9 de desembre de 1919 - 13 de març de 1993) fou un futbolista suís de la dècada de 1940.

## Trajectòria
Pel que fa a clubs, va defensar els colors del Servette FC suís i dels clubs francesos FC Lyon i AS Saint-Étienne. Amb la selecció de Suïssa participà en el Mundial del Brasil 1950.